# Дренажні бункери
Дренажні бункери — бункери для дренування корисних копалин чи інших насипних продуктів.

Рис. 1. Схема зневоднювального бункера.
1 — бункерна чарунка;
2 — перфорований шибер;
3 — лоток;
4 — піддон.

Рис. 2. Блок зневоднювальних бункерів. а — чарунки бункера; б — затвор бункера; 1 — штурвал; 2 — вал; 3 — перфорована засувка; 4 — розвантажувальний отвір; 5 — зубчастий рейковий механізм; 6 — похилий лоток; 7 — жолоб для відводу води

Зневоднення в бункерах застосовується для крупнозернистих продуктів, з яких попередньо видалена основна маса води на ситах, грохотах і елеваторах.
Зневоднення продуктів збагачення в бункерах основане на процесі дренування води через шар завантаженого вологого матеріалу і перфорований шибер розвантажувального пристрою.
Зневоднювальні бункери (рис.) складаються з прямокутних залізобетонних чарунок 1, кожна з яких являє собою прямокутну ємність з пірамідальним днищем. Вода під дією сили ваги стікає у нижню частину чарунки, проходить через отвори перфорованого шибера 2 і по нахиленому піддону 4 потрапляє у лоток 3 для відводу дренажних вод.
Зневоднення в бункерах — процес циклічний. Вологий продукт завантажують в чарунки бункера і витримують в них протягом визначеного часу (крупний матеріал протягом 6—8 год, дрібний — до 20 год), а також послідовно розвантажують зневоднені продукти через розвантажувальні пристрої, виконують зачищення бункерів і знов завантажують звільнені бункери. Тривалість зневоднення різних продуктів встановлюють експериментально.
Залежно від часу зневоднення продукту швидкість фільтрування води в бункері спочатку швидко росте, досягає максимуму, деякий час стабілізується, потім повільно зменшується до повного витікання води з бункера.
Ефективність зневоднення в бункерах залежить від властивостей вихідного продукту (крупність, змочуваність), висоти бункера, конструкції дренажного пристрою та інших факторів.
Число чарунок в бункерах залежить від кількості зневоднюваного продукту і часу його зневоднення. Розміри чарунок в плані зазвичай відповідають кроку колон будівлі збагачувальної фабрики (6х6, 6,5х6,5, 7х7м), висоту чарунки приймають не більше 8 м. Для інтенсифікації процесу зневоднення можна по кутах і всередині бункера встановлювати перфоровані труби. Ефективність зневоднення в бункерах залежить від властивостей продукту, що зневоднюється (крупність, змочуваність), висоти бункера, конструкції дренажного пристрою та інших факторів.
Технологічний розрахунок зневоднюючих бункерів зводиться до визначення загального обсягу бункерів, числа і об'єму чарунок, заданої продуктивності q (т/год) збагачувальної фабрики по даному зневоднюваному продукту і часу зневоднення.